# Olympische Sommerspiele 2000/Teilnehmer (Schweden)
| Gelbes Symbol für Goldmedaillen mit stilisierten Olympischen Ringen | Graues Symbol für Silbermedaillen mit stilisierten Olympischen Ringen | Braundes Symbol für Bronzemedaillen mit stilisierten Olympischen Ringen |
| ------------------------------------------------------------------- | --------------------------------------------------------------------- | ----------------------------------------------------------------------- |
| 4                                                                   | 5                                                                     | 3                                                                       |

Schweden nahm an den Olympischen Sommerspielen 2000 in Sydney, Australien, mit einer Delegation von 150 Sportlern, 98 Männer und 52 Frauen, teil.

## Medaillengewinner

### Gold
| Name(n)          | Sportart  | Wettkampf                                 |
| ---------------- | --------- | ----------------------------------------- |
| Mikael Ljungberg | Ringen    | Herren, Schwergewicht, griechisch-römisch |
| Jonas Edman      | Schießen  | Herren, Kleinkaliber, liegend, 50 m       |
| Pia Hansen       | Schießen  | Damen, Doppel-Trap                        |
| Lars Frölander   | Schwimmen | Herren, 100 Meter Schmetterling           |

### Silber
| Name(n) | Sportart    | Wettkampf                                            |
| --- | ----------- | ---------------------------------------------------- |
| Magnus Andersson, Mattias Andersson, Martin Boquist, Mathias Franzén, Martin Frändesjö, Peter Gentzel, Andreas Larsson, Ola Lindgren, Stefan Lövgren, Staffan Olsson, Johan Petersson, Tomas Sivertsson, Tomas Svensson, Pierre Thorsson, Ljubomir Vranjes & Magnus Wislander | Handball    | Herrenwettkampf                                      |
| Henrik Nilsson & Markus Oscarsson | Kanu        | Herren, Zweier-Kajak, 1000 Meter                     |
| Therese Alshammar | Schwimmen   | Damen, 50 Meter Freistil & Damen, 100 Meter Freistil |
| Jan-Ove Waldner | Tischtennis | Herren, Einzel                                       |

### Bronze
| Name(n) | Sportart       | Wettkampf                     |
| --- | -------------- | ----------------------------- |
| Kajsa Bergqvist                                                                                                | Leichtathletik | Damen, Hochsprung             |
| Fredrik Lööf                                                                                                   | Segeln         | Herren, Finn Dinghy           |
| Therese Alshammar, Louise Jöhncke, Anna-Karin Kammerling, Josefin Lillhage, Johanna Sjöberg & Malin Svahnström | Schwimmen      | Damen, 4 × 100 Meter Freistil |

## Teilnehmer nach Sportarten

### Badminton
- Peter Axelsson & Pär-Gunnar Jönsson
Herren, Doppel: 9. Platz
- Fredrik Bergström & Jenny Karlsson
Mixed, Doppel: 9. Platz
- Tomas Johansson
Herren, Einzel: 17. Platz
- Rasmus Wengberg
Herren, Einzel: 9. Platz

### Bogenschießen
- Petra Ericsson
Damen, Einzel: 31. Platz
Damen, Mannschaft: 10. Platz
- Mattias Eriksson
Herren, Einzel: 45. Platz
Herren, Mannschaft: 6. Platz
- Niklas Eriksson
Herren, Einzel: 32. Platz
Herren, Mannschaft: 6. Platz
- Karin Larsson
Damen, Einzel: 18. Platz
Damen, Mannschaft: 10. Platz
- Kristina Nordlander
Damen, Einzel: 55. Platz
Damen, Mannschaft: 10. Platz
- Magnus Petersson
Herren, Einzel: 4. Platz
Herren, Mannschaft: 6. Platz

### Fechten
- Péter Vánky
Degen, Einzel: 5. Platz

### Fußball
- Frauenteam
6. Platz
- Kader
Malin Andersson
Kristin Bengtsson
Sara Call
Linda Fagerström
Elin Flyborg
Sara Johansson
Caroline Jönsson
Ulrika Karlsson
Sara Larsson
Hanna Ljungberg
Åsa Lönnqvist
Hanna Marklund
Malin Moström
Tina Nordlund
Cecilia Sandell
Therese Sjögran
Jessika Sundh
Victoria Svensson
Malin Swedberg
Ulla-Karin Thelin
Jane Törnqvist
Karolina Westberg

### Handball
- Herrenteam
Silber
- Kader
Magnus Andersson
Mattias Andersson
Martin Boquist
Martin Frändesjö
Mathias Franzén
Peter Gentzel
Andreas Larsson
Ola Lindgren
Stefan Lövgren
Staffan Olsson
Johan Petersson
Thomas Sivertsson
Tomas Svensson
Pierre Thorsson
Ljubomir Vranjes
Magnus Wislander

### Judo
- Pernilla Andersson
Damen, Leichtgewicht: 9. Platz
- Gabriel Bengtsson
Herren, Halbleichtgewicht: 2. Runde

### Kanu
- Ingela Ericsson & Anna Olsson
Damen, Zweier-Kajak, 500 Meter: 9. Platz
- Johan Eriksson
Herren, Einer-Kajak, 1000 Meter: Halbfinale
- Jonas Fager, Anders Gustafsson, Erik Lindeberg & Niklaes Persson
Herren, Vierer-Kajak, 1000 Meter: 8. Platz
- Henrik Nilsson & Markus Oscarsson
Herren, Zweier-Kajak, 500 Meter: 9. Platz
Herren, Zweier-Kajak, 1000 Meter: Silber
- Anna Olsson
Damen, Einer-Kajak, 500 Meter: 8. Platz
- Anders Svensson
Herren, Einer-Kajak, 500 Meter: Halbfinale

### Leichtathletik
- Kajsa Bergqvist
Damen, Hochsprung: Bronze
- Patrik Bodén
Herren, Speerwurf: 23. Platz in der Qualifikation
- Henrik Dagård
Herren, Zehnkampf: 10. Platz
- Martin Eriksson
Herren, Stabhochsprung: 22. Platz in der Qualifikation
- Peter Häggström
Herren, Weitsprung: 24. Platz in der Qualifikation
- Stefan Holm
Herren, Hochsprung: 4. Platz
- Camilla Johansson
Damen, Dreisprung: 16. Platz in der Qualifikation
- Erica Johansson
Damen, Weitsprung: 16. Platz in der Qualifikation
- Patrik Kristiansson
Herren, Stabhochsprung: 20. Platz in der Qualifikation
- Robert Kronberg
Herren, 110 Meter Hürden: 8. Platz
- Christian Olsson
Herren, Dreisprung: 17. Platz in der Qualifikation
- Anna Söderberg
Damen, Diskuswurf: 24. Platz in der Qualifikation
- Staffan Strand
Herren, Hochsprung: 6. Platz
- Mattias Sunneborn
Herren, Weitsprung: 29. Platz in der Qualifikation

### Moderner Fünfkampf
- Michael Brandt
Herren, Einzel: 12. Platz
- Jeanette Malm
Damen, Einzel: 17. Platz

### Radsport
- Michael Andersson
Herren, Einzelzeitfahren: 37. Platz
- Magnus Bäckstedt
Herren, Straßenrennen, Einzel: DNF
- Michel Lafis
Herren, Straßenrennen, Einzel: DNF
- Glenn Magnusson
Herren, Straßenrennen, Einzel: 27. Platz
- Martin Rittsel
Herren, Straßenrennen: DNF
Herren, Einzelzeitfahren: 30. Platz

### Reiten
- Sofia Andler
Vielseitigkeit, Einzel: DNF
- Malin Baryard
Springreiten, Einzel: 20. Platz
Springreiten, Mannschaft: 7. Platz
- Lisen Bratt
Springreiten, Einzel: 37. Platz in der Qualifikation
Springreiten, Mannschaft: 7. Platz
- Jan Brink
Dressur, Einzel: 40. Platz
Dressur, Mannschaft: 9. Platz
- Maria Gretzer
Springreiten, Einzel: 15. Platz
Springreiten, Mannschaft: 7. Platz
- Helena Lundbäck
Springreiten, Einzel: im Finale ausgeschieden
Springreiten, Mannschaft: 7. Platz
- Pether Markne
Dressur, Einzel: 28. Platz
Dressur, Mannschaft: 9. Platz
- Paula Törnqvist
Vielseitigkeit, Einzel: 14. Platz
- Tinne Vilhelmson Silfvén
Dressur, Einzel: 25. Platz
Dressur, Mannschaft: 9. Platz

### Ringen
- Ara Abrahamian
Herren, Mittelgewicht, griechisch-römisch: 6. Platz
- Eddy Bengtsson
Herren, Superschwergewicht, griechisch-römisch: 10. Platz
- Martin Lidberg
Herren, Mittelgewicht, griechisch-römisch: 7. Platz
- Mikael Ljungberg
Herren, Schwergewicht, griechisch-römisch: Gold
- Mattias Schoberg
Herren, Weltergewicht, griechisch-römisch: 18. Platz

### Rudern
- Anders Båtemyr & Josef Källström
Herren, Leichtgewichts-Doppelzweier: 15. Platz
- Maria Brandin
Damen, Einer: 11. Platz

### Schießen
- Jonas Edman
Herren, Kleinkaliber, Dreistellungskampf: 20. Platz
Herren, Kleinkaliber, liegend: Gold
- Pia Hansen
Damen, Trap: 8. Platz
Damen, Doppeltrap: Gold
- Roger Hansson
Herren, Luftgewehr: 27. Platz
Herren, Kleinkaliber, Dreistellungskampf: 12. Platz
Herren, Kleinkaliber, liegend: 13. Platz
- Tomas Johansson
Herren, Skeet: 43. Platz
- Conny Persson
Herren, Trap: 13. Platz
Herren, Doppeltrap: 4. Platz
- Monica Rundqvist
Damen, Luftpistole: 11. Platz
Damen, Sportpistole: 33. Platz

### Schwimmen
- Therese Alshammar
Damen, 50 Meter Freistil: Silber 
Damen, 100 Meter Freistil: Silber 
Damen, 4 × 100 Meter Freistil: Bronze
- Daniel Carlsson
Herren, 100 Meter Schmetterling: 23. Platz
Herren, 4 × 100 Meter Freistil: 10. Platz
- Lars Frölander
Herren, 100 Meter Freistil: 6. Platz
Herren, 4 × 100 Meter Freistil: 6. Platz
Herren, 100 Meter Schmetterling: Gold
- Martin Gustavsson
Herren, 200 Meter Brust: 15. Platz
Herren, 4 × 100 Meter Lagen: 10. Platz
- Emma Igelström
Damen, 100 Meter Brust: 22. Platz
Damen, 4 × 100 Meter Lagen: 10. Platz
- Patrik Isaksson
Herren, 100 Meter Brust: 26. Platz
- Camilla Johansson
Damen, 100 Meter Rücken: 31. Platz
Damen, 4 × 100 Meter Lagen: 10. Platz
- Louise Jöhncke
Damen, 100 Meter Freistil: 13. Platz
Damen, 4 × 100 Meter Freistil: Bronze 
Damen, 4 × 100 Meter Lagen: 10. Platz
- Anna-Karin Kammerling
Damen, 50 Meter Freistil: 10. Platz
Damen, 4 × 100 Meter Freistil: Silber 
Damen, 100 Meter Schmetterling: 16. Platz
- Josefin Lillhage
Damen, 4 × 100 Meter Freistil: Bronze
- Stefan Nystrand
Herren, 50 Meter Freistil: 14. Platz
Herren, 100 Meter Freistil: 19. Platz
Herren, 4 × 100 Meter Freistil: 6. Platz
Herren, 4 × 100 Meter Lagen: 10. Platz
- Johan Nyström
Herren, 4 × 100 Meter Freistil: 6. Platz
- Mattias Ohlin
Herren, 4 × 100 Meter Freistil: 6. Platz
Herren, 100 Meter Rücken: 36. Platz
Herren, 4 × 100 Meter Lagen: 10. Platz
- Johanna Sjöberg
Damen, 4 × 100 Meter Freistil: Bronze 
Damen, 100 Meter Schmetterling: 10. Platz
Damen, 4 × 100 Meter Lagen: 10. Platz
- Malin Svahnström
Damen, 4 × 100 Meter Freistil: Silber
- Johan Wallberg
Herren, 4 × 100 Meter Freistil: 6. Platz

### Segeln
- Magnus Augustson, Johan Barne & Hans Wallén
Soling: 7. Platz
- Lena Carlsson & Agneta Engström
Damen, 470er: 9. Platz
- John Harrysson & Patrik Sandström
49er: 17. Platz
- Mats Johansson & Leif Möller
Star: 13. Platz
- Fredrik Lööf
Herren, Finn-Dinghy: Bronze
- Magnus Lövdén & Martin Strandberg
Tornado: 12. Platz
- Johan Molund & Mattias Rahm
Herren, 470er: 12. Platz
- Fredrik Palm
Herren, Windsurfen: 23. Platz
- Karl Suneson
Laser: 14. Platz
- Therese Torgersson
Damen, Europe: 22. Platz

### Taekwondo
- Roman Livaja
Herren, Weltergewicht: 4. Platz
- Marcus Thorén
Herren, Schwergewicht: 7. Platz

### Tennis
- Thomas Johansson
Herren, Einzel: 33. Platz
- Nicklas Kulti
Herren, Doppel: 17. Platz
- Magnus Norman
Herren, Einzel: 9. Platz
- Mikael Tillström
Herren, Einzel: 9. Platz
Herren, Doppel: 17. Platz
- Andreas Vinciguerra
Herren, Einzel: 17. Platz

### Tischtennis
- Fredrik Håkansson
Herren, Doppel: 9. Platz
- Peter Karlsson
Herren, Einzel: 17. Platz
Herren, Doppel: 9. Platz
- Jörgen Persson
Herren, Einzel: 4. Platz
Herren, Doppel: 9. Platz
- Åsa Svensson
Damen, Einzel: 9. Platz
Damen, Doppel: 17. Platz
- Marie Svensson
Damen, Einzel: 17. Platz
Damen, Doppel: 17. Platz
- Jan-Ove Waldner
Herren, Einzel: Silber 
Herren, Doppel: 9. Platz

### Triathlon
- Joachim Willén
Herren: 35. Platz

### Volleyball (Beach)
- Björn Berg & Simon Dahl
Herrenwettkampf: 19. Platz

### Wasserspringen
- Anna Lindberg
Frauen, Kunstspringen: 5. Platz